# Saint-Germain-de-la-Rivière
För andra betydelser, se Saint-Germain.
Saint-Germain-de-la-Rivière är en kommun i departementet Gironde i regionen Nouvelle-Aquitaine i sydvästra Frankrike. Kommunen ligger i kantonen Fronsac som tillhör arrondissementet Libourne. År 2022 hade Saint-Germain-de-la-Rivière 398 invånare.

## Befolkningsutveckling
Antalet invånare i kommunen Saint-Germain-de-la-Rivière
Referens:INSEE